# Biga (massa de farinha)

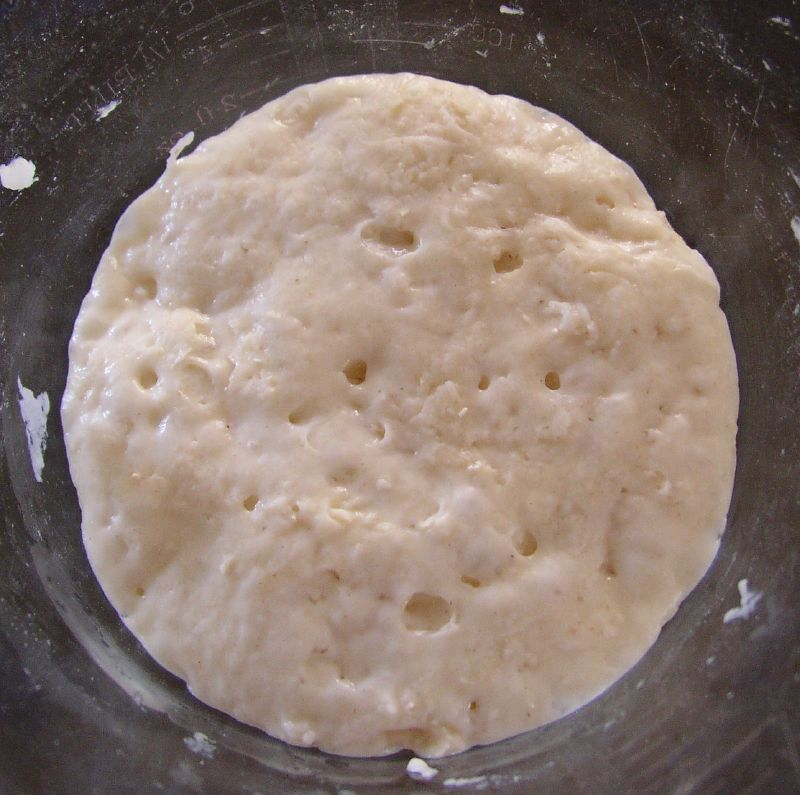
Uma massa mãe de biga (foccacia pugliese).

A biga é uma massa mãe firme, de farinha, um pré-fermento de origem italiana.

## Características
É uma mistura de água, farinha e leveduras, numa proporção de hidratação de 45 % a 60 % aproximadamente, e com 0,5 % a 1 % de fermento. A biga não leva sal e por isso não é necessária uma dose alta deste agente leudante para a fermentação.
Elabora-se especificamente como massa de arranque, a diferença da pâte fermentée, que é uma massa antiga que se pode obter simplesmente guardando parte de uma massa já elaborada para fazer pão.

## Usos
A chapata ou ciabatta é um dos pães mais populares nos que se utiliza a biga. Como características organolépticas, este pré-fermento oferece complexidade ao sabor, uma crosta crocante, um miolo aberto em buracos, perfumado e esponjosa. A biga também ajuda a preservar o pão e oferece esse sutil aroma e sabor à noz do cereal.
Parte da qualidade de aromas e sabores do pão elaborado com biga deve-se também ao fato de que a adição de fermento é muito pequena, afirmam os experientes padeiros que para fazer um bom pão há que utilizar o fermento justo e necessário, assim permitirá que o cereal expresse todas suas características.
Há padeiros que trabalham a biga com diferentes percentuais de hidratação para conseguir diferentes tipos de pão, pelo que é considerado um pré-fermento muito versátil. Mas há regras no processo de elaboração que devem se seguir para obter um resultado ótimo, por exemplo, não misturar os ingredientes da biga amassando em excesso para não debilitar o glúten, controlar a temperatura à que deve repousar a biga, que não deve ultrapassar os 21 °C para que a fermentação não se acelere. O tempo de repouso desta massa mãe também é importante, para sacar seu máximo proveito deve fermentar entre 12 e 16 horas, é neste tempo no que o cereal desenvolve todo seu sabor.